# 森田涼花
森田 涼花（もりた すずか、9月7日 - ）は、日本の女優、声優、タレントであり、女性アイドルグループ・HOP CLUBおよびアイドリング!!!の元メンバーである。京都府京都市山科区出身。ホリプロ、マウスプロモーション所属を経てフリーランス。

## 略歴

### ホリプロ期（2006年 - 2020年夏）

#### 新人時代
2006年
10月、同年度「ホリプロタレントスカウトキャラバン」にて関西地区代表としてファイナリストとなる。
12月、芸能事務所ホリプロ大阪支社に所属し、同事務所のアイドルユニット「HOP CLUB」に7期生として加入。
2007年
4月、ラジオ番組『ラジオマガジン プレイランド・シガ』にて、初の冠番組を開始。
9月、初のイメージビデオをリリース。
12月、初の写真集を刊行。

#### アイドリング!!!活動時代
2008年
4月、女性アイドルグループ「アイドリング!!!」に2期生として加入し、11号として活動を始める。
11月、5作目のイメージビデオをリリース。
2009年
2月、スーパー戦隊シリーズ『侍戦隊シンケンジャー』にて、花織ことは / シンケンイエロー役に抜擢。テレビドラマ初出演となったほか、同作の劇場版で映画初出演。
2010年
4月、情報番組『めざましテレビ』内「MOTTOいまドキ!」にレギュラー出演。
7月、フォトエッセイ『Lovely Life』を刊行。
8月、主演オリジナルビデオ『YOSHIE ZERO 戦闘少女外伝』が公開。
9月、舞台『へなちょこビーナス』にて初主演。
2011年
4月、舞台『女の子ものがたり』にて主演。
2012年
3月、所属しているHOP CLUBが解散。
4月、バラエティ番組『志村劇場』にレギュラー出演。
5月、月末に開催したライブ公演を最後に、約4年間在籍したアイドリング!!!を卒業。

#### 女優業
8月、オムニバスストーリー『呪報2405 ワタシが死ぬ理由』にてドラマ初主演。
6月、初主演の映画『あなたの知らない怖い話 劇場版』が上映。
7月、主演オリジナルビデオ『携帯彼氏+（）』がリリース。
12月、主演のオムニバス映画『いま、殺りにゆきます』が上映。NHKスペシャルドラマ『石坂線物語・豆腐の味』にて主演。
2013年
7月、主演映画『終焉少女 LAST GIRL STANDING』が上映。
10月、主演のオムニバス映画『埼玉家族』が上映。
2014年
7月、出演舞台『グッドモーニング、アイスパーソン』にて、かつてのアイドリング!!!の同僚フォンチーと共演。
10月、配信冠番組『平方元基×森田涼花のトリダメ』を開始。
2015年
4月、情報番組『時代劇ニュース オニワバン!』にレギュラー出演。
10月、宅間孝行演出舞台『くちづけ』にてヒロイン出演。
12月、20作目のイメージビデオをリリース。
2016年
8月、ミュージカル『TARO URASHIMA』に出演。
9月、バカリズム脚本ドラマ『黒い十人の女』に出演。
12月、初のファンクラブイベントを開催。
2017年
2月、初の海外映画作品『明月幾時有 Our Time Will Come』（アン・ホイ監督作）への出演を公表。
4月、長塚圭史演出舞台『「王将」-三部作-』に出演。
5月、バラエティ番組『いいすぽ!』にて、アイドリング!!!時代の師バカリズムと久々の共演。
7月、対バンイベントに初参加し、自身創作のオリジナル曲を披露。
8月、舞台『デジモンアドベンチャー tri.』にてヒロイン出演。
10月、かつてのアイドリング!!!の同僚 Booing!!!（橘ゆりか・倉田瑠夏）が主催する音楽ライブに参加。そこで年内引退する遠藤舞と最後の共演。
11月、出演した中国映画『时空送货人』が同国で公開。eスポーツイベント『Tokyo E-sports Festival』に参加。シンガーソングライター・にゃんぞぬデシと組んでライブ出演し、また5年半ぶりにアイドリング!!!としてもOGの名義でライブステージに立つ。
12月、アイドリング!!!OGが集結する次世代への新番組『アイドルING!!!』に参加。
2018年
1月、出演した中国香港映画『明月幾時有 Our Time Will Come』が、第24回香港電影評論学会大奨で最優秀作品賞を受賞。同じく4月には、第37回香港電影金像奨にて5冠を獲得した。
4月、ロングラン舞台『恋の遠心力』にレギュラー主演。
7月、加藤拓也演出舞台『心臓が濡れる』に出演。
8月、鴻上尚史演出音楽劇『ローリング・ソング』の東京本公演や地方公演に出演し、1か月間の長丁場を務めた。
9月、出演映画『純平、考え直せ』が上映。
10月、俳優・伊藤陽佑主催の音楽コンサートに、俳優仲間の三浦孝太・田邊和也らと共にギター奏者として参加し、1年ぶりのライブパフォーマンス。
11月、ドラマ『世にも奇妙な物語'18 秋の特別編』に出演。
2019年
5月、舞台『小さな結婚式』にて主演。
7月、6年ぶりに客演したスーパー戦隊シリーズ劇場版『騎士竜戦隊リュウソウジャー THE MOVIE タイムスリップ!恐竜パニック!!』が公開。
9月、メディアミックス人気作品の舞台版『けものフレンズ』に出演。
11月、相馬あこ演出舞台『team』に出演。
2020年
5月、ドラマ『女ともだち』に出演開始。
6月末日をもって、14年間所属したホリプロを退所。退所にあたり、声優業に挑戦することを表明。
7月、ツイキャスにて個人配信『おやすみ配信』を開始。

### マウスプロモーション期（2020年秋 - 2025年春）

#### 声優業にも進出
10月、声優事務所マウスプロモーションに所属。舞台『富豪刑事 Balance:UNLIMITED The STAGE』に出演。月末、古巣アイドリング!!!最後の同窓会番組『バカリズム特番』に参加。
2021年
5月、長塚圭史演出舞台『「王将」-三部作-』に出演。
2022年
3月、約10年ぶりに『週刊プレイボーイ』のグラビア誌面やDVDに登場し、久しぶりのデジタル写真集を刊行した。
10月、段田安則演出舞台『女の一生』に出演。
2023年
4月、舞台『明日の卒業生たち』に出演。
8月、森岡利行演出舞台『夕凪の街 桜の国』に出演。
9月、FC東京のイベント「東京ドロンパ BIRTHDAY PARTY」に、1日限りで再結成されたアイド“ロ”ング!!!として出演。
10月、舞台『舞台けものフレンズ「JAPARI STAGE!」〜おおきなみみとちいさなきせき〜』に出演。
2024年
7月 - 8月、森岡利行演出舞台『幸せになるために』に出演。
9月、主演映画『合間にて...』が一般劇場公開。
2025年
2月 - 3月、長塚圭史演出舞台『花と龍』に出演。
4月、マウスプロモーションを退所。

### フリーランス期（2025年夏 - ）
8月、『TOKYO IDOL FESTIVAL 2025』にてTIF15周年および全員卒業から10年の節目を記念してアイドリング!!!が1日限りの復活をし参加した。

## 人物
愛称は「すぅちゃん」。方言は関西弁、京都弁。かつてのモットーは「Happy smile 笑顔の分だけ幸せが訪れる」。童顔。
趣味・特技は、映画・DVD鑑賞・柔道・ギター弾き語り。好物はトマト、ユッケ。好きな映画は『キューティ・ブロンド』『火天の城』など。ロックバンド「BOØWY」のファンを公言している。
柔道が得意で、小学3年生から5年間続けていた。映画『チャーリーズ・エンジェル』のアクションに影響されたのが始めたきっかけだった。中学生の時は吹奏楽部にも所属していた。50m走で7秒7を記録するなど、陸上競争も得意だった。

### 女優関連
- 東映特撮シリーズ
多くの若手俳優を輩出してきた特撮ドラマの登竜門「スーパー戦隊シリーズ」において、2009年度作品『侍戦隊シンケンジャー』の主要キャラクターに抜擢された。このドラマの芝居経験が後々まで、女優業の糧となっている。この出演をきっかけに、『宇宙刑事ギャバン THE MOVIE』『特命戦隊ゴーバスターズ』『ガールズ・イン・トラブル』など、他の東映特撮作品出演につながっている[60]。
- 海外作品
2017年に幾つかの海外映画に初めて出演した。特に、アジアでも著名な香港出身のアン・ホイ監督作品に参加し、出演した香港映画『明月幾時有 Our Time Will Come』が中国で大賞を受賞するなど高い評価を得た。
- 舞台
ドラマ・映画と並行して、舞台にも多数出演している。特に2015年、宅間孝行が主宰するタクフェス『くちづけ』でヒロインを演じ、舞台女優としてハイライトのひとつとなっている。翌年には明治座での舞台も踏み、その後も鴻上尚史、長塚圭史、加藤拓也といった著名演出家の作品に出演している。2022年には、段田安則演出による『女の一生』に出演した。

### 音楽関連
森田本人のイメージもあって明るい曲を歌うことは多いが、森田本人はこれを苦手としており、堀ちえみの「リ・ボ・ン」や山口百恵などのしっとりとした感情を込めた感じの曲のほうが好きであるという。
アイドリング!!!卒業後、公の場では音楽との関わりがなくなっていたが、以前からアーティスト活動を希望しておりアコースティック・ギターで弾き語りの練習を始めた。独自に作詞作曲の創作もするようになり、2016年末に自身のファンクラブイベントにて初披露。翌2017年夏には知己のミュージシャンの協力も得て、対バンにてライブデビューを果たした。以降、本業の合間を縫ってイベントに参加している。

### アイドリング!!!関連
- 2期生
アイドリング!!!ナンバーは11号、イメージフラワーは「菜の花」。グループには約4年間在籍し、シングル13枚[注 3]・アルバム3枚参加などの実績を残している。レギュラー番組『アイドリング!!!』にも同期間500回以上出演した。歴代メンバーのうち、河村唯・長野せりな・酒井瞳・朝日奈央・菊地亜美・三宅ひとみ・ミシェル未来・小林麻衣愛と同期であった。
- 愛称 / キャラクター
愛称は「すぅちゃん」。天然と真面目が同居したようなホンワカしたタイプで、掴みどころのない部分があった。癒し系でありながら見た目以上に冗舌な面もあり、辛口を演じる事もある。基本的に、アイドリング!!!MCバカリズムやスタッフら身内の受けがよくて可愛がられ、ファンからの支持も良好だった。
- メンバーとの関係
同期・三宅ひとみ、3期生・橘ゆりかとは同級生で、3人でユニットを組んだ楽曲も存在する[61]。
- アイドリング!!!卒業
2012年5月、レギュラー出演していた『アイドリング!!!』から公式発表され[7]、同月末のライブ公演『さらば11号すぅちゃんの旅立ちング!!!』を最後にグループを卒業した。
本人は「いち森田涼花として歩んでいくことを決意した」と、女優やソロ活動の専念を決断し「自分の青春時代はアイドリング!!!だったと胸を張る。これからの新しい道もみんなで作っていけるなら、また私は前を向いて歩いて行ける」と別れを告げた[62]。

## 作品

### 映像
イメージビデオ
1. すうちゃんと夏休み（2007年9月27日、ワニブックス）
2. HAPPYですぅ!!（2008年1月30日、彩文館出版）[63]
3. ま・ぶ・し・いっ!（2008年4月20日、ラインコミュニケーションズ）[64]
4. Pure Smile 森田涼花（2008年8月22日、竹書房）[65]
5. 涼花の夏物語（2008年11月21日、イーネット・フロンティア）
6. あまくち涼花（2009年3月27日、アクアハウス）[66]
7. アンジェリカ（2009年7月21日、東映ビデオ）[67]
8. おきばりやすぅ〜（2009年12月20日、ワニブックス）[68]
9. Driving Suzuka!!!（2010年5月21日、竹書房）[69]
10. 花の島から（2010年9月20日、ラインコミュニケーションズ）[70]
11. Romance18（2010年12月22日、学研）[71]
12. HEARTFULDAY♥ -ハートフルデイ-（2011年4月27日、晋遊舎）[72]
13. 天使のキッス（2011年7月22日、イーネット・フロンティア）[73]
14. 恋恋涼花〜RenRen-Suzuka（2011年11月20日、ラインコミュニケーションズ）[74]
15. いつも一緒に（2012年2月24日、竹書房）[75]
16. 二十歳の約束（2012年9月25日、ワニブックス）[76]
17. 夏色涼花（2014年8月20日、ラインコミュニケーションズ）[77]
18. すずらん（2015年3月20日、竹書房）[78]
19. ゆめ恋うつつ（2015年7月20日、ラインコミュニケーションズ）[79]
20. 思いでほろほろ（2015年12月9日、イーネットフロンティア）

ライブビデオ
- アイドリング!!!『森田涼花・涙の卒業ライブ』（2012年12月19日、ポニーキャニオン）

特撮
- 新スーパーヒロイン図鑑 スーパー戦隊2007-2011編「ゲキレンジャー - ゴーカイジャー」（2018年10月3日、東映ビデオ）[80]

### 写真集
- HAPPYですぅ!!（2007年12月25日、彩文館出版）ISBN 978-4775602744
- はんなり涼花（2009年10月10日、ワニブックス）ISBN 978-4847042034[81]
- Sweet breeze（2010年3月25日、小学館）ISBN 978-4091030849[82]
- natural18（2010年12月24日、学研）ISBN 978-4-05-404745-7[83]
- くもりのちはれ（2012年2月11日、ワニブックス）ISBN 978-4847044335[84]

#### フォト集
- Lovely Life（2010年7月20日、双葉社） - フォトエッセイ
- すぅ日記（2017年8月19日、Amazon.com） - Kindle版・初期フォト集

### デジタル写真集
- 週プレnet No.123『初恋ロマンチック』（2010年7月1日、集英社、撮影：川島小鳥）[85]
- 週プレ PHOTO BOOK『太陽の記憶』（2022年3月19日、集英社、撮影：細居幸次郎）[86]

## 出演

### テレビドラマ
- スーパー戦隊シリーズ（テレビ朝日）
  - 侍戦隊シンケンジャー（2009年2月15日 - 2010年2月7日） - 花織ことは / シンケンイエロー 役
    - 仮面ライダーディケイド 第24話 - 第25話（2009年7月12日 - 19日） - 花織ことは / シンケンイエロー 役[87]

  - 特命戦隊ゴーバスターズ Mission31 - 32（2012年9月23日 - 30日） - シェリー 役
- Strangers6（2012年1月27日 - 5月4日、WOWOW） - 皆藤美月 役
- RUN60 第4話 - 第6話（2012年5月9日 - 23日、毎日放送） - 根岸美緒 役
- 呪報2405 ワタシが死ぬ理由 第5話「アイドル引退の真相」（2012年8月9日、関西テレビ） - 主演・野沢まどか / 野沢のどか 役
- 石坂線物語『豆腐の味』（2012年12月7日、NHK大津 / 2013年3月27日、NHK BSプレミアム） - 主演・柏崎和歌奈 役
- アイアングランマ 第3話 - 第4話（2015年1月24日 - 31日、NHK BSプレミアム） - 青島奈々 役
- 土曜ワイド劇場 京都美食タクシー 殺人レシピ（2015年6月13日、テレビ朝日） - 瀬川あずさ 役
- 松本清張ミステリー時代劇 第11話（2015年9月8日、BSジャパン） - おえん 役
- 脚本家と女刑事（2016年8月29日、 読売テレビ）
- 黒い十人の女（2016年9月29日 - 12月2日、読売テレビ） - 夏美 役
- リテイク 時をかける想い（2016年12月17日、東海テレビ） - 橘マリエ 役
- 科捜研の女（2017年2月2日、テレビ朝日） - まり枝 役
- 警視庁・捜査一課長シーズン3 第3話（2018年4月26日、テレビ朝日） - 天野琴里 役
- 宮本から君へ 第4話（2018年4月27日、テレビ東京） - 中島 役
- 世にも奇妙な物語'18 秋の特別編「あしたのあたし」（2018年11月10日、フジテレビ） - 加藤由佳 役
- ひみつ×戦士 ファントミラージュ! 第4話（2019年4月28日、テレビ東京） - 保坂育美 役
- カフカの東京絶望日記 第2話（2019年9月19日、毎日放送） - 三上朱里 役
- 女ともだち（2020年5月23日 - 7月26日、BSテレビ東京・テレビ大阪） - 高田七海 役
- 刑事7人 第8シリーズ 第8話（2022年8月31日、テレビ朝日） - 小柳早智 役

### 配信ドラマ
- デスノート NEW GENERATION 第2話「竜崎篇 遺志」（2016年9月23日、Hulu） - 金友果林 役
- めがだん 第4話「ウェアラブルめがねくん」（2017年8月12日、GYAO!） - 秋元純玲 役

### Webドラマ
- 既婚者サークル 妻と夫の別の顔 （2024年11月1日、mov） - 笹川恵子 役

### 映画
- スーパー戦隊シリーズ（東映）
  - 侍戦隊シンケンジャー 銀幕版 天下分け目の戦（2009年8月8日公開） - 花織ことは / シンケンイエロー 役
  - 侍戦隊シンケンジャーVSゴーオンジャー 銀幕BANG!!（2010年1月30日公開） - 花織ことは / シンケンイエロー 役[88]
  - 天装戦隊ゴセイジャーVSシンケンジャー エピックon銀幕（2011年1月22日公開） - 花織ことは / シンケンイエロー 役[89]
  - 仮面ライダー×スーパー戦隊×宇宙刑事 スーパーヒーロー大戦Z（2013年4月27日公開） - シェリー、花織ことは 役
  - 騎士竜戦隊リュウソウジャー THE MOVIE タイムスリップ!恐竜パニック!!（2019年7月26日公開） - 女性職員 役[90]
- 戦闘少女 血の鉄仮面伝説（2010年5月22日公開、東映ビデオ） - 田中佳恵 役
- 魔法少女を忘れない（2011年4月23日公開、テレビ西日本 / SPOTTED PRODUCTIONS） - 佐々木千花 役
- 阪急電車 片道15分の奇跡（2011年4月29日公開、東宝） - 原美緒 役
- あなたの知らない怖い話 劇場版（2012年6月2日公開、ジョリー・ロジャー） - 主演・南琴美 役
- RUN60-GAME OVER-（2012年6月30日公開、ユニバーサルミュージック） - 根岸美緒 役
- いま、殺りにゆきます『わたしのししゅう』（2012年12月15日公開、キングレコード） - 主演・原奈緒 役
- 宇宙刑事ギャバン THE MOVIE（2012年10月20日公開、東映） - シェリー 役
- 終焉少女 LAST GIRL STANDING（2013年7月6日公開、アリスインプロジェクト） - 主演・白石双葉 役
- 埼玉家族『ハカバノート』（2013年10月12日公開、松竹メディア事業部） - 主演・山下若葉 役
- ライヴ（2014年5月10日公開、KADOKAWA） - 小暮エイミ 役
- 過激派オペラ（2016年10月公開、日本出版販売） - 工藤岳美 役[91]
- 中国・香港合作映画『明月幾時有 Our Time Will Come (いつ月はでるのか)』（2017年7月、中国香港 / 台湾 / 北米公開） - 松子 役
- 純平、考え直せ（2018年9月22日公開、アークエンタテインメント）[92]
- トリカゴ（2019年 映画祭公開）[93]
- 合間にて…（2020年 映画祭公開 / 2024年9月27日公開、映画「合間にて...」製作委員会） - 主演・真実 役

### 配信映画
- 中国映画『时空送货人』第一部（2017年11月、中国公開） - 祁琪 役

### オリジナルビデオ
- 帰ってきた侍戦隊シンケンジャー 特別幕（2010年6月21日、東映ビデオ） - 花織ことは / シンケンイエロー 役[94]
- YOSHIE ZERO 戦闘少女外伝（2010年8月6日、東映ビデオ） - 主演・田中佳恵 役
- 携帯彼氏+（）（2012年7月22日、ジェネオン・ユニバーサル・エンターテイメント） - 主演・中谷めぐみ 役
- スペース・スクワッド（東映ビデオ） - シェリー 役
  - スペース・スクワッド ギャバンVSデカレンジャー（2017年7月19日）[95]
  - ガールズ・イン・トラブル スペース・スクワッド EPISODE ZERO（2017年8月9日）[96]

### 舞台
2010年
- “STRAYDOG”
  - 番外公演『へなちょこビーナス』（2010年9月1日 - 5日、ウッディシアター中目黒） - 主演・相原みどり 役
  - 第20回本公演『ぼくんち』（2010年9月28日 - 10月3日、ポケットスクエア テアトルBONBON） - さおりちゃん 役

2011年
- LIVEDOG PRODUCE 朗読劇『ドッカンぐらぐら』（2011年1月28日、ポケットスクエア ザ・ポケット）
- ストレイドッグプロモーション/ドラマデザイン社 Produce『ガールズ プリズン オペラ』（2011年3月30日 - 4月3日、ポケットスクエア テアトルBONBON） - 樋渡那々 役
- “STRAYDOG” 第21回本公演『女の子ものがたり』（2011年4月30日 - 5月8日、赤坂RED/THEATER） - 主演・高原菜都美 役
- Knocturn『PEACE MAKER〜新撰組参上〜』（2011年6月3日 - 12日、シアターGロッソ） - 沙夜 役[97]

2012年
- グワィニャオン10周年特別番外公演『池田屋・裏2012』（2012年3月23日 - 27日、天王洲銀河劇場） - 文香 役
- ワンワークス『あるジーサンに線香を〜あなたは若返りたいですか〜』（2012年4月20日 - 28日、三越劇場 / 中日劇場） - 井上千春 役
- アリスインプロジェクト『時空警察ヴェッカーχ 彷徨のエトランゼ』（2012年6月21日、六行会ホール） - ゲスト・時空刑事アルシオーネ 役[98]
- 怪傑パンダース×ACTOR'S TRASH ASSH コラボ公演 PandASSH!!! Vol.1『おるんと高麗犬』（2012年8月29日 - 9月2日、笹塚ファクトリー） - 主演・おるん 役
- “STRAYDOG”Produce『女の子ものがたり』（2012年10月18日 - 21日、紀伊國屋ホール） - 主演・高原菜都美 役
- 企画演劇集団ボクラ団義 VOL.11『忍ぶ阿呆に死ぬ阿呆』（2012年11月7日 - 12日、SPACE107 / 2012年12月7日 - 9日、大阪市立芸術創造館） - 立原風花 役

2013年
- 企画演劇集団ボクラ団義
  - -Play Again- vol.2『嘘ツキタチノ唄』（2013年1月18日 - 27日、シアターグリーン BOX in BOX THEATER） - 神谷雪子 役
  - 番外公演『遠慮がちな殺人鬼』（2013年4月3日 - 8日、シアターKASSAI） - 望希子 役
- 怪傑パンダース第5回本公演『ユメオイビトの航海日誌』（2013年3月13日 - 17日、ポケットスクエア ザ・ポケット） - レナ / ローサ 役
- MBS『タンブリング vol.4』（2013年8月1日 - 19日、赤坂ACTシアター） - 北川いぶき 役
- エアースタジオ『MOTHERマザー〜特攻の母 鳥濱トメ物語〜』本公演（2013年12月11日 - 15日、新国立劇場 小劇場） - 鳥濱礼子 役

2014年
- “STRAYDOG”Produce グリーンフェスタ2014参加作品『心は孤独なアトム』（2014年2月5日 - 9日、シアターグリーン BIG TREE THEATER） - ルリ子 役
- エアースタジオ『MOTHERマザー〜特攻の母 鳥濱トメ物語〜』地方公演（2014年3月11日 - 16日、広島アステールプラザ / 新神戸オリエンタル劇場） - 鳥濱礼子 役
- 劇団マツモトカズミ
  - 第三回公演『読モの掟!』（2014年5月28日 - 6月1日、新宿村LIVE） - 薫子 役[99]
  - 第四回公演『結婚の偏差値II DEAD OR ALIVE』（2014年9月10日 - 23日、新宿村LIVE） - 琴葉 役[100]
- 天才劇団バカバッカ vol.14『グッドモーニング、アイスパーソン』（2014年7月24日 - 27日、東京芸術劇場 シアターウエスト） - 井荻田無子 役[20]

2015年
- TAIYO MAGIC FILM 第7回公演『ウエディングドレス 2015』（2015年3月5日 - 15日、ウッディシアター中目黒） - 村上麻美 役
- タクフェス第3弾『くちづけ』 - ヒロイン・阿波野マコ 役
  - 本公演（2015年10月7日 - 18日、サンシャイン劇場）
  - 地方公演（2015年10月27日 - 12月13日、札幌ほか全国9か所）

2016年
- ミュージカル『TARO URASHIMA』（2016年8月11日 - 15日、明治座） - 丙姫 役[24]

2017年
- 新ロイヤル大衆舎『「王将」-三部作-』（2017年4月27日 - 5月14日、小劇場 楽園） - 君子 役
- ポリゴンマジック 超進化ステージ『デジモンアドベンチャー tri.〜8月1日の冒険〜』（2017年8月5日 - 13日、Zeppブルーシアター六本木） - ヒロイン・武之内空 役[101]
- 朝劇 西新宿『恋の遠心力』（2017年12月17日、GLASS DANCE新宿） - 日替わりゲスト

2018年
- 朝劇 西新宿『恋の遠心力』（2018年4月22日 - 2019年2月9日、GLASS DANCE新宿） - 主演・あすか 役
- 劇団た組。第16回目公演『心臓が濡れる』（2018年7月5日 - 16日、すみだパークスタジオ倉） - 池田咲季 役[102]
- KOKAMI@network vol.16『ローリング・ソング』 - 原口綾奈 役[103]
  - 東京本公演（2018年8月11日 - 9月2日、紀伊國屋サザンシアター TAKASHIMAYA）
  - 福岡公演（2018年9月5日 - 6日、久留米シティプラザ）
  - 大阪公演（2018年9月14日 - 16日、梅田サンケイホールブリーゼ）

2019年
- 劇団TEAM-ODAC『小さな結婚式 〜いつか、いい風は吹く〜』 - 主演・松木さくら 役[注 4]
  - 大阪公演（2019年5月5日 - 6日、大阪ビジネスパーク円形ホール）[104]
  - 東京公演（2019年5月15日 - 19日、全労済ホール／スペース・ゼロ）
- ネルケプランニング『舞台けものフレンズ「JAPARI STAGE!」〜おおきなみみとちいさなきせき〜』（2019年9月27日 - 10月6日、品川プリンスホテル クラブeX） - ケツァール、サチコ 役
- 100点un・チョイス！ 第10回公演『team』（2019年11月27日 - 12月8日、シアターサンモール） - 爪川茉莉萌 役

2020年
- SME/アニプレックス『富豪刑事 Balance:UNLIMITED The STAGE』（2020年10月2日 - 11日、品川プリンスホテル クラブeX） - 佐伯まほろ 役

2021年
- 新ロイヤル大衆舎×KAAT『「王将」-三部作-』 - 君子 役
  - 神奈川公演（2021年5月15日 - 6月6日、KAAT神奈川芸術劇場 アトリウム特設劇場）
  - 大阪公演（2021年6月11日 - 13日、近鉄アート館）[注 5]
- 朝プロダクション 朝劇『恋の遠心力』（2021年11月13日、NOS Bar&Dining 恵比寿） - 日替わりゲスト[106]

2022年
- 松竹演劇部『女の一生』 - 堤知栄 役
  - 東京公演（2022年10月18日 - 23日、新橋演舞場）
  - 京都公演（2022年10月27日 - 11月8日、南座）
  - 福岡公演（2022年11月18日 - 30日、博多座）

2023年
- imgAct5『明日の卒業生たち』（2023年4月8日 - 16日、すみだパークシアター倉） - 山崎沙雪 役[107]
- Otona Project 第四十七弾 爆走おとな小学生 朗読劇『マッチングアプリ:アップルボム（仮）』1部「キャサリンと春子」（2023年7月26日 - 30日、シアターサンモール） - 主演・キャサリン 役[108]
- “STRAYDOG”30th Anniversary Produce『夕凪の街 桜の国』 - 利根東子 役[109]
  - 広島公演（2023年8月19日、広島県民文化センター 多目的ホール）
  - 東京公演（2023年9月1日 - 3日、新国立劇場 小劇場）
- エイベックス・ライヴ・クリエイティヴ『舞台「けものフレンズ」おおきなみみとちいさなきせき Re:JAPARI STAGE!』（2023年10月20日 - 31日、品川プリンスホテル クラブeX） - ケツァール、サチコ 役[110]
- POCCOPUBRE vol.1『朝ドラァ！-Good morning DRAG QUEEN!!-』（2023年11月22日 - 26日、シアターサンモール） - 杉谷 役[111]

2024年
- “STRAYDOG”Produce 『幸せになるために』 - 福山嗣子 役[50]
  - 東京公演（2024年7月11日 - 15日、新宿村LIVE）
  - 大阪公演（2024年8月24日 - 25日、インディペンデントシアター2nd）
- 男澤博基プロデュースvol.2 朗読劇『重ねる秋物語』（2024年10月24日 - 27日、ステージカフェ下北沢亭） - 主演・コトハ 役[112]

2025年
- KAAT×新ロイヤル大衆舎 vol.2『花と龍』 - 君香 役[52][113]
  - 神奈川公演（2025年2月8日 - 22日、KAAT神奈川芸術劇場 ホール）
  - 富山公演（2025年3月1日 - 2日、オーバード・ホール 中ホール）
  - 兵庫公演（2025年3月8日 - 9日、兵庫県立芸術文化センター 阪急 中ホール）
  - 福岡公演（2025年3月15日 - 16日、J:COM北九州芸術劇場 中劇場）

### テレビアニメ
- SSSS.DYNAZENON（2021年） - 生徒β 役
- 遊☆戯☆王ゴーラッシュ!!（2023年） - 猫C、超波カレン 役
- ダンジョン飯（2024年） - フィオニル 役

### OVA
- 天地無用！GXP パラダイス始動編 第4巻（2023年） - 新人女官 役

### Webアニメ
- マウスどうぶつえん（2022年 - ） - メインクーンのすずか 役

### ゲーム
- けものフレンズ3（2021年3月、SEGA） - ケツァール 役[114]
- ポケモンメザスタ（2021年3月、タカラトミーアーツ） - おしゃれガール・ミズハ 役
- キズナファンタジア〜海辺の国の大聖典〜（2021年3月、井桁屋 / 石巻市産業部） - ラヴィン 役
- 感染×少女 第二部（2022年4月、エイジ） - 迷い道燻香、鮫鱧曲南 役
- 十三月のふたり姫（2022年12月、コバヤシマル） - イバラの姫 役
- 機動戦士ガンダム U.C. ENGAGE（2024年7月、バンダイナムコエンターテインメント） - シャクティ・カリン 役[115]
- プロジェクトセカイ カラフルステージ! feat. 初音ミク（2024年9月、SEGA）

### ドラマCD
- MAUSU THEATER（マウスプロモーション）
  - Vol.051（2021年3月） - Music Partでの楽曲「シアンの残響」歌唱のみ参加
  - Vol.056（2021年11月）「私は断じて負けヒロインなんかじゃない。」
  - Vol.084・086（2024年3月・5月）「Face」
  - Vol.088 - 093（2024年7月 - 12月）「炎上娘たちと行く動画投稿生活」
- 30歳まで童貞だと魔法使いになれるらしい 第2巻 - 第3巻（2021年9月・10月、フロンティアワークス）

### オーディオブック
- バッドエンド目前のヒロインに転生した私、今世では恋愛するつもりがチートな兄が離してくれません!? 第1巻 - （2024年3月 - 、TOブックス） - ジェニー、ユッテ 役

### アミューズメント
- データカードダス『スーパー戦隊バトル ダイスオー』（2010年3月、バンダイ） - シンケンイエロー 役

### ナレーション
- HJ文庫 編集カイギシツ！（2021年、HJ文庫・HJノベルス・コミックファイア チャンネル）
- World Museum「春のプラネタリウム」（2022年、3Dアセット活用推進協議会）
- イトーヨーカドー（2022年 - 、イトーヨーカ堂）
  - らんどせるラボ（2022年・2023年）
  - お中元 夏ギフト（2024年）
- FC町田ゼルビアをつくろう〜ゼルつく〜 #95（2022年4月29日、AbemaTV）

### その他の音声コンテンツ
- Bluetoothイヤホン「蒼井 一二三 for Zeeny Lights」（2021年2月、ネイン） - Zeeny女學園生徒・蒼井一二三 役[116]
- 漫画『妹が12人いる！』PV（2024年12月、三井出版） - 妹尾ルリス 役[117]

### バラエティ
- U15's グラフィティ #11（2007年8月18日 - 9月10日、エンタ!371）
- アイドリング!!!（CS放送）（2008年4月7日 - 2012年5月30日、フジテレビワンツーネクスト）
  - アイドリング!!!日記 → アイドリング!!!（地上波版）（2008年4月7日 - 2012年5月30日、フジテレビ）
- News!371〜ジュニア #27（2008年6月1日 - 30日、エンタ!371）
- 拝啓!!鉄道人 #13 - 85（2008年8月27日 - 2012年12月29日、テレ朝チャンネル）
- エンタ!SELECTION #70（2009年7月1日 - 31日、エンタ!371）
- ウチいく!! #10（2009年7月16日 - 2010年9月10日、エンタ!371）
- アイドルの星 #123（2009年7月18日 - 2011年10月26日、エンタ!371）
- News!371〜アイドル年末増刊号SP（2009年12月24日 - 2010年1月3日、エンタ!371）
- スーパーヒーローMAX（2010年度、東映チャンネル・ファミリー劇場・テレ朝チャンネル） - ナビゲーター
- 森田涼花と滝口ミラのホップクLOVE（2010年1月1日 - 2011年12月9日、PigooHD・エンタ!371）
- News!371〜アイドル #76（2010年3月1日 - 25日、エンタ!371）
- ヤンガンTV #8・10（2010年7月16日 - 8月11日・8月20日 - 28日、PigooHD・エンタ!371）
- めざましテレビ「MOTTOいまドキ!」（2010年4月6日 - 2012年3月30日、フジテレビ） - いまドキ★ムスメ
- ランキンくえすと（2010年5月24日 - 27日、関西テレビ）
- 方言彼女。0 #23（2012年3月18日、テレビ埼玉） - 方言デートキャスト
- 稲川淳二の怪談グランプリ2012（2012年8月5日、関西テレビ）
- 志村劇場（2012年4月11日 - 2013年3月27日、フジテレビ）
- 時代劇ニュース オニワバン!（2015年4月 - 2016年6月、時代劇専門チャンネル） - アシスタントMC
- アップデート大学（2017年2月8日、テレビ朝日）
- 東京らふストーリー（2018年6月1日、テレビ朝日）
- 実話怪談倶楽部（2018年 - 、フジテレビワンツーネクスト） - 不定期出演
- いいすぽ!（2018年 - 、フジテレビワンツーネクスト） - 不定期出演
- 競馬血統研究所/競馬魂（2018年 - 、フジテレビワンツーネクスト） - 不定期出演
- THE突破ファイル（2019年4月11日、日本テレビ）
- 全国うま道楽〜新潟編〜（2019年8月11日、BSフジ）
- THEわれめDEポン 生スペシャル（2022年8月27日 - 28日、2023年3月3日、2024年8月3日 - 4日、フジテレビONE） - アシスタント

特別出演番組
- さらば11号すぅちゃんの旅立ちング!!!（2012年6月24日、フジテレビONE）
- 鎧美女 #7（2015年10月11日、フジテレビONE） - 甲冑：黒田官兵衛[118]
- バカリズム特番（2020年4月12日・10月30日、フジテレビONE）

### 配信テレビ・アプリ
- 森田涼花 プレミアム放送（AmebaStudio）
- 古坂大魔王のカツアゲ（2014年、2015年、2016年） - アシスタントMCほか
- 平方元基×森田涼花のトリダメ（2014年10月 - 2015年7月、AmebaStudio）
- 森田涼花チャンネル（2016年10月、AMESTAGE） - 2017年7月サービス終了
- 超進化ステージ『デジモンアドベンチャー tri.〜8月1日の冒険〜』（2017年8月13日、ニコニコ生放送）
- アイドルING!!!〜ネクスト育成ング!!!（2017年12月 - 2018年1月、FRESH!）
- 必殺!バカリズム地獄（2018年1月、AbemaTV）[119]

### Webバラエティ
- 100KAIDAN その壱 「侵入者」（2012年11月30日、YouTube）[120]

### ラジオ
- ラジオマガジン プレイランド・シガ ｢聴きた〜い、教えて涼花｣（2007年4月 - 2008年3月、FM滋賀）
- アイドル大阪環状線（2007年、ラジオ大阪）
- アメリカ村TV（2007年、Kiss-FM）
- ラジカントロプス2.0（2009年4月24日、5月1日、ラジオ日本）
- GOLD RUSH「BUZZ TOWN」（2014年10月 - 2016年9月、J-WAVE）
- 東映公認 鈴村健一・神谷浩史の仮面ラジレンジャー「ギャバン編」（2017年6月、文化放送） - ラジオドラマ企画[121]

### Webラジオ
- 谷澤恵里香と森田涼花のオールナイトニッポンモバイル（2010年3月31日）

### CM・広告・イメージモデル
- リセッシュ「リセッシュ除菌EX」（2007年7月 - 2008年1月、花王）
- ビジネスコミック『カナデのソラ』（2011年1月、集英社） - イメージキャラクター[122]
- 東京海上日動『超保険』（2017年12月、東京海上ホールディングス）

### ライブ・イベント
- アイドリング!!!11号 森田涼花 卒業ライブ『さらば11号すぅちゃんの旅立ちング!!!』（2012年5月30日、Zepp DiverCity Tokyo）
- 第一回ありがとうイベント〜ジングルベル赤っ鼻2016〜（2016年12月24日、都内） - ファンクラブイベント
- Rocklife Circus Vol.3（2017年7月10日、初台DOORS）
- YURICALUKA FES（2017年10月20日、渋谷WWW X）
- Tokyo E-sports Festival（2017年11月18日 - 19日、お台場フジテレビ本社屋）
- "FRIENDS" Symphonic Concert 2018（2018年10月20日、品川スクエア荏原ひらつかホール）
- 第23回プチョン国際ファンタスティック映画祭（2019年6月27日・28日、韓国・富川市） - 『トリカゴ』登壇
- 森田涼花 生誕イベント（2019年9月7日、東京都内） - ファンクラブイベント
- 勇志国際高等学校 勇志祭「森田涼花トーク&ミニライブ」（2020年11月1日、勇志祭特設ウェブサイト） - 石垣島でのオンライン出演
- Birthdayオンライン個別トークイベント（2022年9月9日、オンライン）
- クリスマスオンライン個別トークイベント（2022年12月23日 - 24日、オンライン）
- 『明日の卒業生たち』ライブ&トークイベント（2023年4月11日、すみだパークシアター倉）
- おやすみ配信 100回記念イベント（2023年7月29日、mona records）
- オンライン個別トーク Birthday event（2023年9月8日、オンライン）
- ナカノ体操教室 キッズイベント（2023年9月10日、イオンモール宮崎） - MC
- 勇志国際高等学校 特別授業「僕らのパッションリーダーズ」（2023年9月21日、オンライン） - 2023年9月度 特別講師
- 東京ドロンパ BIRTHDAY PARTY supported by めちゃコミック（2023年9月23日、味の素スタジアム周辺） - アイド“ロ”ング!!!名義[48]
- うまとくネット（2023年11月12日・12月24日、オンライン）
- クリスマスオンライン個別トークイベント（2023年12月23日、オンライン）
- Happy New Year event（2024年1月14日、mona records）
- 実話怪談倶楽部presents Tokyo Kwaidan Festival 2024（2024年3月24日、フジテレビ湾岸スタジオ）
- BIRTHDAY EVENT（2024年9月7日、mona records）
- バースデーオンライン個別トークイベント（2024年9月7日、オンライン）
- 『合間にて…』舞台挨拶（2024年9月28日・10月7日、下北沢トリウッド）
- クリスマス2024オンライン個別トークイベント（2024年12月21日、オンライン）
- 忘年会EVENT（2024年12月29日、LOFT HEAVEN）
- オンライン個別トークイベント（2025年4月26日、オンライン）
- イメパ!! 〜image Party〜2025 in July（2025年7月20日、ステージカフェ 下北沢亭）
- おやすみ配信200回記念EVENT（2025年9月6日〈予定〉、LOFT HEAVEN）
- Birthday event（2025年9月7日〈予定〉、mona records）

### CD
- SUPER BELL"Zのエアトレイン2（2008年10月8日）に参加した。『拝啓!!鉄道人』の#14にて、その模様が放送された。

## 書籍

### 写真集
掲載
- B.L.T.U-17 Vol.11 Sizzleful Girl 2009 summer（2009年8月5日、東京ニュース通信社）ISBN 978-4863360600
- 鎧美女（2016年10月26日、ポニーキャニオン）[123]

### 雑誌
- EX大衆「森田涼花のひぃふぅみぃ ウチ、これ好きや!」（2009年8月号 - 2010年7月号、双葉社） - 連載

### トレーディングカード
- 森田涼花ファースト・トレカ（2010年1月30日、トライエックス）[124]
- Colorful SUZUKA（2010年8月28日、さくら堂）[125]
- ボムカードリミテッド（2011年4月16日、ヒッツ）
- 森田涼花 オフィシャルカードコレクション トレーニングカード（2012年3月24日、さくら堂）[126]
- ヒッツ! リミテッド 森田涼花 トレーディングカードBOX（2012年12月22日、ヒッツ）[127]

### カレンダー
- 森田涼花 2010年度 カレンダー（2009年9月19日、トライエックス）[128]
- 森田涼花 2011年度 カレンダー（2010年10月23日、トライエックス）[129]
- 森田涼花 2012年度 カレンダー（2011年10月29日、トライエックス）[130]
- 森田涼花 2013年度 カレンダー（2012年10月20日、トライエックス）[131]
- 森田涼花 2016年度 卓上カレンダー（2015年12月18日、ホリプロ）